# Arctopsyche
Arctopsyche is geslacht van schietmotten uit de familie Hydropsychidae. De wetenschappelijke naam van het geslacht is voor het eerst geldig gepubliceerd in 1868 door Robert McLachlan. Hij baseerde de omschrijving van het geslacht onder meer op Aphelocheira ladogensis Kolenati, een schietmot uit Lapland, die volgens hem nauwelijks overeenstemde met de kenmerken van het geslacht Aphelocheira Stephens (N.B. Aphelocheira wordt beschouwd als synoniem van Diplectrona Westwood).
De larven van dit geslacht lijken sterk op die uit de familie Hydropsychidae. Maar de volwassen dieren vertonen belangrijke verschillen. Sommige auteurs volgen daarom de Russische entomoloog A.V. Martynov, die in 1924, op basis van de morfologie van de volwassen insecten dit geslacht in een aparte  familie Arctopsychidae indeelde (met nadien ook de geslachten Parapsyche Banks en Maesaipsyche Malicky).
Dit geslacht komt voor in het noordelijk halfrond, voornamelijk in het Palearctisch gebied en het Oriëntaals gebied. Enkele soorten, waaronder Arctopsyche californica en Arctopsyche grandis, komen voor in het Nearctisch gebied in Noord-Amerika.

## Soorten
- A. amurensis AV Martynov, 1934
- A. arcuata F Schmid, 1968
- A. bicornis F Schmid, 1968
- A. bicruris FR Gui & LF Yang, 2001
- A. californica S Ling, 1938
- A. cervinata W Mey, 1997
- A. clasnaumanni W Mey, 2005
- A. composita AV Martynov, 1930
- A. fissa F Schmid, 1968
- A. grandis (Banks, 1900)
- A. hynreck H Malicky et P Chantaramongkol, 1991
- A. inaequispinosa F Schmid, 1968
- A. integra F Schmid, 1968
- A. irrorata Banks, 1905
- A. ladogensis (F Kolenati, 1859)
- A. lobata AV Martynov, 1930
- A. mesogona W Mey, 1997
- A. palpata AV Martynov, 1934
- A. pluviosa L Navas, 1916
- A. reticulata (Ulmer, 1915)
- A. shimianensis FR Gui & LF Yang, 2001
- A. spinescens FR Gui & LF Yang, 2001
- A. spinifera Ulmer, 1907
- A. tricornis F Schmid, 1968
- A. trispinosa F Schmid, 1968
- A. variabilis F Schmid, 1968
- A. vietnamensis W Mey, 1997